# Osseo (Wisconsin)
Osseo – miasto w Stanach Zjednoczonych, w stanie Wisconsin, w hrabstwie Trempealeau.